# Exomella pleuralis
Exomella pleuralis is een keversoort uit de familie pilkevers (Byrrhidae). De wetenschappelijke naam van de soort is voor het eerst geldig gepubliceerd in 1908 door Casey.